# Thoreauia gargantua
Thoreauia gargantua is een vliesvleugelig insect uit de familie Trichogrammatidae. De wetenschappelijke naam is voor het eerst geldig gepubliceerd in 1923 door Alexandre Arsène Girault.